# Мул-мантра
Мул-мантра — розділ священної книги сикхів Гуру Грантх Сахиб (створена мовою гурмукхі), записана Гуру Нанаком .
У мул-мантрі підкреслюється, що Бог не має форми і зовнішності та уявити його собі не можливо: «Бог є самосущий». Нанак говорив про вічність Бога і звертався до одвічного питання: «Хто створив Бога?» якщо Бог є Бог, то ніхто не може його створити. Бог сам є Священною Сутністю.
Мантра також навчає Божій милості; Бог наставляє людство своїм словом, переданим через Гуру.Сикхізм, як і більшість релігій проповідує спасіння через працю, але також додає, що милість і допомога Бога необхідні для возз'єднання душі з божественним. У мантрі спостерігається з ісламом, бо передав людству слово через своїх пророків.
З мул-мантри починається Джапу Джи Сахиб — ранкова молитва сикхів. Джапу Джи відкриває перший розділ Грантха і збірка висловлювань та гімнів Нанака.
Із мантри можна зробити висновок, що люди перероджуються через цикл самасари, але Бог поза ним, прагнення об'єднатися з ним призводить до тривалого очищення та багатьом життям. В деяких сикхизьких переказах говориться, що передсмертні слова людини розкривають її сокровенні думки та прихильність. Повторення іменні Бога при смерті — свідоцтво очищення душі.

### Із мул-мантри
Бог Єдина суть, Ім'я Його суть Істина.
Бог є Творець,
Не відає страху та ненависті.
Бог вічний,
Дух Божий перебуває повсюди.
Бог не народжується,
Не вмирає і не перероджується,
Бо Бог є самосущий.
Милістю Гуру Бог являє Себе людству.